# Dorian Gray
Dorian Gray és una pel·lícula britànica de 2009, amb guió adaptat de la novel·la El retrat de Dorian Gray d'Oscar Wilde i dirigida per Oliver Parker. Es tracta de la tercera adaptació d'una obra de Wilde que fa el cineasta.
La pel·lícula ens mostra un Londres fosc i ple de luxúria, i ens relata la història (prou allunyada de l'original) amb una estètica de videoclip i en un estil de thriller.
Va optar al premi a la millor pel·lícula al Festival Internacional de Cinema de Catalunya 2009.

## Argument
Dorian Gray (Ben Barnes) és un atractiu aristòcrata que retorna a la seva Londres natal després de passar l'adolescència aïllat al camp. Quan Dorian (influenciat per Lord Henry Wotton (Colin Firth), el seu nou amic) veu el quadre en què l'ha retratat el conegut pintor Basil Hallward (Ben Chaplin), ofereix la seva ànima al diable a canvi de romandre tal com és al quadre per sempre, demanant que sigui el quadre el que envelleixi en comptes d'ell.

## Repartiment
- Ben Barnes: Dorian Gray
- Colin Firth: Lord Henry Wotton
- Rebecca Hall: Emily Wotton
- Rachel Hurd-Wood: Sybil Vane
- Emilia Fox: Lady Victoria Wotton
- Ben Chaplin: Basil Hallward
- Fiona Shaw: Agatha
- Caroline Goodall: Lady Radly
- Maryam d'Abo: Gladys
- Douglas Henshall: Alan Campbell
- Daniel Newman: Michael Radly
- David Sterne: el director del teatre
- Johnny Harris: James Vane
- Max Irons: Lucius
- Michael Culkin: Lord Radley